# Daisy Ridley

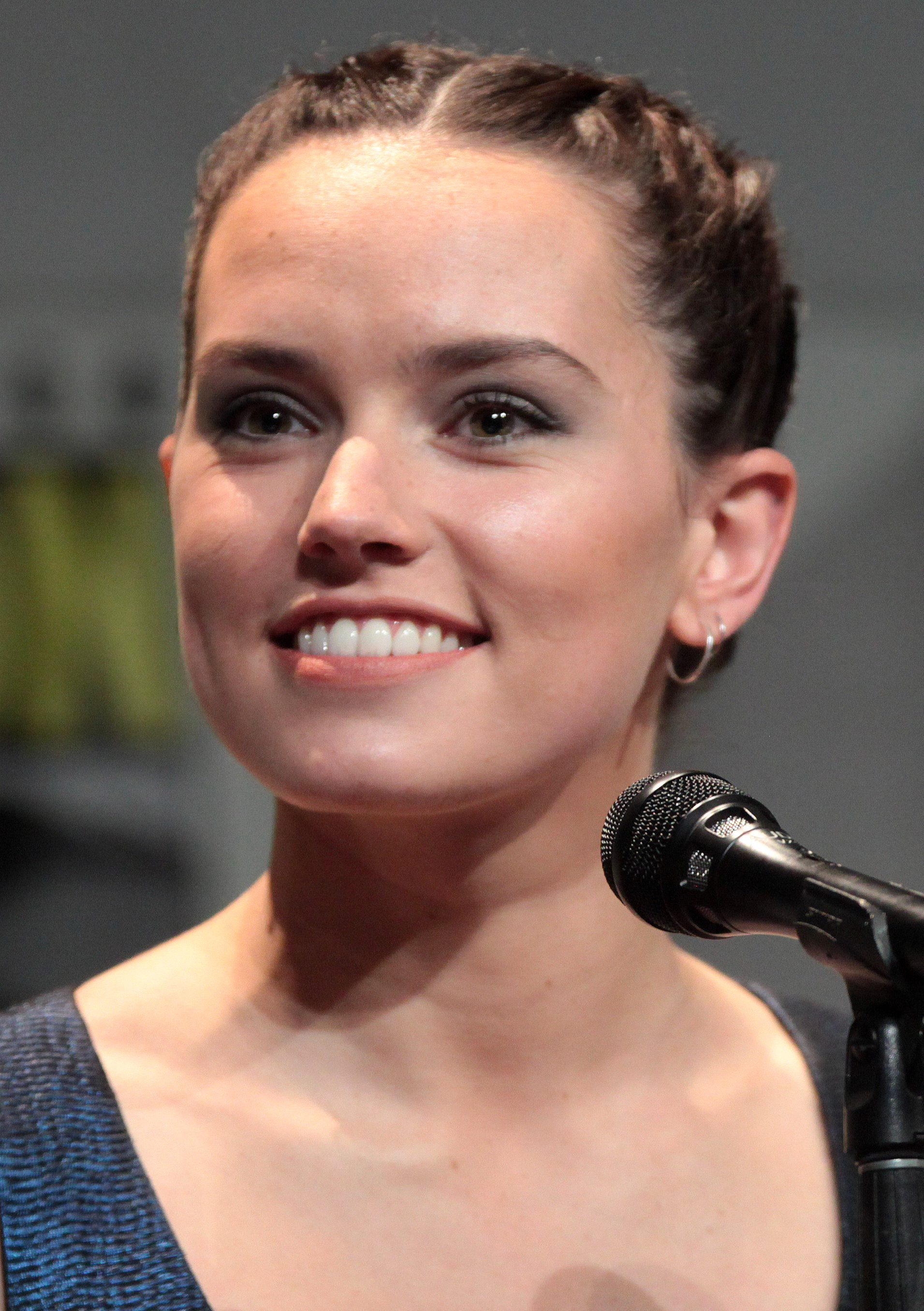
Daisy Ridley, 2015

Daisy Jazz Isobel Ridley (* 10. April 1992 in Westminster) ist eine britische Schauspielerin. Sie wurde in der Rolle der Rey in Star Wars: Das Erwachen der Macht und dessen zwei Fortsetzungen bekannt.

## Leben
Daisy Ridley wuchs in London als Tochter eines Fotografen und einer Werbeleiterin des Bankhauses HSBC auf. Sie hat zwei ältere Schwestern und zwei Halbgeschwister aus der früheren Ehe ihres Vaters. Ein Stipendium ermöglichte es ihr, im Alter zwischen 9 und 18 Jahren die Tring Park School for the Performing Arts in Hertfordshire zu besuchen. Diese private Bildungseinrichtung vereint die Fächer einer allgemeinbildenden Schule mit einer speziellen Ausbildung in Darstellenden Künsten bereits im jungen Alter. Nach Ende ihrer Schulzeit im Jahr 2010 nahm sie ein Studium der Kulturgeschichte der Antike (classical civilisation) am Birkbeck College der Universität London auf, das sie jedoch aufgab, als ihre Schauspielkarriere sich entwickelte.
Auf ihr Debüt im Jahr 2013 als Gastdarstellerin in der Fernsehserie Casualty folgten weitere Gastauftritte in Serien wie Youngers, Silent Witness und Mr Selfridge. Sie gab ihr Spielfilmdebüt im Jahr 2015 im britischen Indie-Horrorfilm Scrawl. Ebenso spielte sie in dem Kurzfilm Blue Season und in dem interaktiven Film Lifesaver mit. Im April 2014 wurde sie für die Rolle der ‚Rey‘ im Science-Fiction-Film Star Wars: Das Erwachen der Macht und dessen zwei Fortsetzungen ausgewählt. Das Erwachen der Macht kam im Dezember 2015 weltweit in die Kinos, die Fortsetzung unter dem Titel Star Wars: Die letzten Jedi zwei Jahre später. Der Vorführungsstart für die abschließende Folge der Trilogie (Star Wars: Der Aufstieg Skywalkers) war im Dezember 2019. Indem er eine Hauptrolle an eine bis dahin relativ unbekannte Darstellerin vergab, ging Regisseur J. J. Abrams so vor wie bereits George Lucas im Jahr 1976 bei der Besetzung der Filmrollen für Krieg der Sterne.
2016 begann sie ein Studium der Sozialwissenschaften. 2018 wurde sie in die Academy of Motion Picture Arts and Sciences berufen, die jährlich die Oscars vergibt. Die deutsche Synchronsprecherin von Daisy Ridley ist derzeit Kaya Marie Möller.

## Filmografie
- 2013: Casualty (Fernsehserie, Episode 27x28)
- 2013: Lifesaver (Kurzfilm)
- 2013: Blue Season (Kurzfilm)
- 2013: Youngers (Fernsehserie, Episode 1x05)
- 2013: Toast of London (Fernsehserie, Episode 1x03)
- 2014: Silent Witness (Fernsehserie, 2 Episoden)
- 2014: Mr Selfridge (Fernsehserie, 2 Episoden)
- 2015: Scrawl
- 2015: Star Wars: Das Erwachen der Macht (Star Wars: The Force Awakens)
- 2017–2018: Star Wars: Die Mächte des Schicksals (Star Wars: Forces of Destiny, Fernsehserie, 8 Episoden, Stimme von Rey)
- 2017: Mord im Orient Express (Murder on the Orient Express)
- 2017: Star Wars: Die letzten Jedi (Star Wars: The Last Jedi)
- 2018: Peter Hase (Peter Rabbit, Stimme von Wuschelpuschel)
- 2018: Ophelia
- 2019: Star Wars: Rise of the Resistance (Kurzfilm)
- 2019: Star Wars: Der Aufstieg Skywalkers (Star Wars: The Rise of Skywalker)
- 2020: Baba Yaga (Kurzfilm)
- 2020: Asteroid Hunters (Dokumentarfilm, Sprecherin)
- 2021: Chaos Walking
- 2022: The Bubble
- 2023: Sometimes I Think About Dying
- 2023: The Inventor (Stimme von Marguerite)
- 2023: Das Erwachen der Jägerin (The Marsh King’s Daughter)
- 2024: Magpie
- 2024: Die junge Frau und das Meer (Young Woman and the Sea)
- 2024: We Bury the Dead
- 2025: Cleaner

## Videospiele
- 2017: Star Wars Battlefront II (Stimme von Rey)
- 2020: The Dawn of Art (Sprecherin)
- 2021: Twelve Minutes (Sprecherin)

## Auszeichnungen
- 2015: Zed Fest Film Festival: Beste Darstellerin für Scrawl
- 2015: Golden Marquee Award: Beste Darstellerin für Scrawl
- 2015: Florida Film Critics Circle Awards: Bester weiblichen Nachwuchsstar für Star Wars: Das Erwachen der Macht
- 2016: Alliance of Women Film Journalists: Nominiert für den besten weiblichen Actionstar für Star Wars: Das Erwachen der Macht
- 2016: Alliance of Women Film Journalists: Nominiert für den besten weiblichen Nachwuchsstar für Star Wars: Das Erwachen der Macht
- 2016: Ohio Film Critics Association: Nominiert für den besten weiblichen Nachwuchsstar für Star Wars: Das Erwachen der Macht
- 2016: Georgia Film Critics Association: Nominiert für den besten weiblichen Nachwuchsstar für Star Wars: Das Erwachen der Macht
- 2016: EDA Awards: Nominiert für den besten weiblichen Actionstar für Star Wars: Das Erwachen der Macht
- 2016: EDA Awards: Nominiert für die beste Breakthrough Performance für Star Wars: Das Erwachen der Macht
- 2016: Nickelodeon Kids’ Choice Awards: Nominiert für die beliebteste Filmschauspielerin für Star Wars: Das Erwachen der Macht
- 2016: Empire Award: Bester weiblicher Nachwuchsstar für Star Wars: Das Erwachen der Macht
- 2016: MTV Movie Awards: Nominiert für die beste weibliche Performance für Star Wars: Das Erwachen der Macht
- 2016: MTV Movie Awards: Nominiert für Beste Heldin für Star Wars: Das Erwachen der Macht
- 2016: MTV Movie Awards: Beste Nachwuchsperformance für Star Wars: Das Erwachen der Macht
- 2016: MTV Movie Awards: Nominiert für den besten Kampf (mit Adam Driver) für Star Wars: Das Erwachen der Macht
- 2016: Saturn Awards: Nominiert für die beste Schauspielerin für Star Wars: Das Erwachen der Macht
- 2016: Teen Choice Awards: Nominiert für die beste Sci-Fi/Fantasy Schauspielerin für Star Wars: Das Erwachen der Macht
- 2016: Teen Choice Awards: Nominiert für das beste Verhältnis (mit John Boyega) für Star Wars: Das Erwachen der Macht
- 2016: Teen Choice Awards: Bester Nachwuchsstar für Star Wars: Das Erwachen der Macht